# الفرقة م 7
الفرقة م 7 مسلسل رسوم متحركة أمريكي من إنتاج شركة أمبلين للترفيه وأديلايد للإنتاج وكولومبيا تريستار التلفزيون وتم عرضة لأول مره عام 1997 واستمر حتى عام 2002 .تم دبلجة المسلسل للعربية بواسطة شركة تنوير جوزيف سمعان وتم عرض المسلسل على قناة ام بي سي 3.

## الأصوات

### الجزء الأول
- تيسير العاتقي
- زكي كورديلو
- نسيمة ضاهر
- منصور عبد الرحمن
- نمر سلمون

### الجزء الثاني
- جمال نصار
- زكي كورديلو
- نسيمة ضاهر
- محمد مصطفى
- محمد خير عليوي
- محمد فلفلة

## روابط خارجية
- Official Website (via Internet Archive)
- الفرقة م 7 على موقع IMDb (الإنجليزية)
- الفرقة م 7 على موقع روتن توميتوز (الإنجليزية)
- الفرقة م 7 على موقع كينوبويسك (الروسية)
- الفرقة م 7 على موقع ألو سيني (الفرنسية)
- الفرقة م 7 على موقع قاعدة بيانات الفيلم (الإنجليزية)